# Lynn-Holly Johnson
Lynn-Holly Johnson, född 13 december 1958 i Chicago, Illinois, är en amerikansk före detta konståkare och skådespelerska.
Hon tävlade som tonåring i konståkning och slog som skådespelerska igenom i filmen Isdrömmar (1978), för vilken hon nominerades för en Golden Globe som mest lovande nya skådespelerska. Därefter medverkade hon bland annat i Skogens väktare (1980) och Bondfilmen Ur dödlig synvinkel (1981) och Where the Boys Are '84 (1984), för vilken hon tilldelades en Razzie som sämsta kvinnliga biroll. Hon gjorde sina sista filmer under 1990-talet och har nu slutat med skådespeleriet för att ägna tid åt sin familj. 2007 medverkade hon dock i en teateruppsättning.